# Germán Scamporrino
Germán Ezequiel Scamporrino (nacido el 15 de junio de 1985 en Buenos Aires, Argentina) es un futbolista argentino que se desempeña como volante y funciona también como delantero. Su último equipo fue Camioneros del Torneo Federal B.

## Trayectoria
Jugó en infantiles de Ferro, luego pasó a inferiores de All Boys y debutó en el 2004. Formó parte del plantel campeón, siendo titular en varias oportunidades. Estuvo inactivo en el plantel por padecer Osteomielitis, producto de un virus que lo afectó.
Antes de comenzar la pretemporada con el equipo decide bajar una categoría para tener más continuidad en Colegiales. En el año 2010 es fichado por Estudiantes de Buenos Aires. A mediados de 2012 llegó a Los Andes. En 2013 pasó a jugar en Comunicaciones, tras varias negociaciones.

## Clubes
| Club                  | País      | Año       | PJ  | G  |
| --------------------- | --------- | --------- | --- | -- |
| All Boys              | Argentina | 2004-2009 | 116 | 12 |
| Colegiales            | Argentina | 2010      | 18  | 2  |
| Estudiantes (Caseros) | Argentina | 2010-2012 | 73  | 8  |
| Los Andes             | Argentina | 2012-2013 | 23  | 1  |
| Comunicaciones        | Argentina | 2013-2014 | 23  | 0  |
| San Telmo             | Argentina | 2014      | 11  | 0  |
| Camioneros            | Argentina | 2015-2016 | 17  | 1  |

## Logros
| Título                  | Club     | País      | Año  |
| ----------------------- | -------- | --------- | ---- |
| Primera B Metropolitana | All Boys | Argentina | 2008 |